# Réglementation de l'expérimentation animale en France
 (août 2023).
Il peut être nécessaire de l'améliorer pour respecter le principe de neutralité de point de vue. Veuillez consulter la page de discussion pour plus de détails.

Après une longue période de pratique de la vivisection et de l'expérimentation animale sans aucune réglementation, la France a adopté une première loi à ce sujet en 1963 (appliquée en 1968). Cette loi a été remplacée en 1988 par la transposition de la directive européenne 86/609/CEE, conçue pour harmoniser la réglementation de l'expérimentation animale en Europe.
Constatant de nombreux problèmes de transposition et d'application de la directive de 1986, le Parlement européen a lancé un processus de révision de cette directive en 2002, qui a abouti en 2010 sous la forme de la directive 2010/63/UE. Comme la réglementation précédente, cette nouvelle directive a dû être transposée par les États membres en droit national – ce qui a été le cas en France en 2013.

## Historique

### Élaboration et adoption de la directive 86/609/CEE
L'objectif prioritaire de la directive 86/609/CEE « concernant le rapprochement des dispositions législatives, réglementaires et administratives des États membres relatives à la protection animaux utilisés à des fins expérimentales ou à d’autres fins scientifiques » est révélé dans son titre et dans son article premier : « éviter que la disparité des règles nationales ne porte atteinte à l’établissement et au fonctionnement du marché commun notamment par des distorsions de concurrence ou des entraves aux échanges ».

### Élaboration et adoption de la directive 2010/63/UE
Le processus de révision de la directive 86/609/CEE a été enclenché en 2002 par suite d'une opinion adoptée par le Comité Scientifique sur la Santé et le Bien-Être Animal (SCAHAW) concernant le bien-être des primates utilisés en expérimentation, ainsi que d'un rapport du Parlement européen réalisé par Jillian Evans, qui relevait de nombreux problèmes de transposition de la directive dans plus de la moitié des États membres (Autriche, Belgique, Espagne, France, Irlande, Luxembourg, Pays-Bas, Portugal, Royaume-Uni) et une grande variabilité dans les contrôles et l'application de la réglementation.
D'après Jean-Pierre Marguénaud, la proposition du 5 novembre 2008, ambitieuse, « a provoqué une levée de boucliers d’expérimentateurs zélés dénonçant les risques de retards inexorables dans la lutte contre les maladies les plus redoutables, criant à l’alourdissement des taches administratives des chercheurs, agitant l’épouvantail de la perte de compétitivité face aux laboratoires américains ou asiatiques », et la portée en a donc largement été réduite par des compromis à la suite d'un rapport parlementaire français du 9 décembre 2009.
Les derniers ajustements ont été portés par Elisabeth Jeggle et adoptés en 2010 pour former la directive 2010/63/UE, devant être transposée en droit national par l'ensemble des États-membres sous trois ans.
Pour Jean-Pierre Marguénaud, la nouvelle directive se distingue par « la programmation de l'abolition de l'expérimentation animale » dans son article 10, qui indique qu'elle représente « une étape importante vers la réalisation de l'objectif final que constitue le remplacement total des procédures appliquées à des animaux vivants ». S'ajoute à cela « le triomphe du Droit, qui est l'affaire de tous, sur l'Éthique, ravalée au rang de simple règle de bonne conduite professionnelle, qui est l'apanage des prosélytes de l'expérimentation animale ». Pour Cash, Marty et Obriet, « cette directive présente des brèches et des lacunes qui laissent de larges marges de manœuvre aux États-membres et aux établissements utilisateurs quant à son application, que ce soit par les dérogations qu'elle prévoit explicitement, par l'emploi de formules élusives, ou par le manque de précisions sur les modalités de mise en œuvre d'un certain nombre de dispositions, le principe étant que les objectifs scientifiques restent prioritaires par rapport aux intérêts des animaux ».

## Réglementation applicable depuis 2013
La transposition française de la directive 2010/63/UE a été réalisée dans le Code rural et de la pêche maritime (CRPM) et par un ensemble d'arrêtés ministériels thématiques.

### Espèces et pratiques non couvertes par la réglementation
Certaines espèces et certaines pratiques ne sont pas couvertes par la réglementation. C'est notamment de « l'utilisation dans les procédures d'invertébrés (hors céphalopodes) et de formes fœtales de mammifères dans les deux premiers tiers de leur développement normal ». C'est également le cas des pratiques « qui sont susceptibles de causer une douleur, une souffrance, une angoisse ou des dommages durables inférieurs à ceux causés par l'introduction d'une aiguille effectuée conformément aux bonnes pratiques vétérinaires » – c'est-à-dire des animaux élevés et tués sans avoir été utilisés dans des procédures expérimentales, des animaux considérés en surnombre, des animaux issus de lignées génétiquement modifiées mais ne présentant pas les caractéristiques attendues. En 2017, environ deux millions d'animaux entrent dans ces catégories,.
Pour Cash, Marty et Obriet, « il semble légitime de s'interroger sur l'intérêt d'une réglementation qui – in fine – ne s'applique qu'à la moitié des animaux vertébrés utilisés à des fins scientifiques ». De plus, « l'animal n'est pas considéré pour sa valeur intrinsèque (contrairement à ce que laisse penser le préambule de la directive européenne) : c'est le projet dans lequel il est utilisé qui, en quelque sorte, lui confère une valeur (toute relative) et le fait entrer dans le champ de la protection réglementaire. ».

### Origine des animaux
La réglementation prévoit l'obligation d'utiliser des animaux élevés à cette fin et de ne pas utiliser d'animaux d'espèces domestiques errants ou vivant à l'état sauvage, d'animaux d'espèces menacées ou de grands singes. Cependant, selon Cash, Marty et Obriet « toutes ces interdictions peuvent faire l'objet de dérogations accordées par le MESR (et dans certains cas par le ministère chargé de l'Agriculture et le ministère chargé de l'Environnement), sur justification scientifique dont les limites ne sont pas précisées ». Ainsi, chaque année, « presque 400 000 animaux proviennent de fournisseurs qui ne sont pas agréés pour l'élevage d'animaux à des fins scientifiques au titre de la réglementation européenne » et des animaux sauvages (cerfs, sangliers, chauve-souris, corbeaux, poissons d'eau douce, etc.) sont capturés. Aucune donnée n'est disponible sur les autres demandes de dérogation, mais on sait qu'aucun grand singe n'a été utilisé en Europe depuis 1999.
En revanche, malgré la prévision d'interdire en novembre 2022 l'utilisation de primates de première génération en captivité (notés « F1 », leurs parents capturés dans la nature étant notés « F0 »), l'étude de faisabilité publiée par la Commission européenne en juillet 2017 indiquait que des exceptions seraient probablement nécessaires « pour éviter la perte de données et le gaspillage non nécessaire d'animaux ». De plus, en France, la grande majorité des macaques à longue queue (espèce de primates la plus utilisée en expérimentation) provient de l'île Maurice, où les élevages procèdent à des captures dans la nature pour s'alimenter en reproducteurs,,.

### Formation du personnel
Préalablement à leur embauche, les personnes chargées de la conception ou de la réalisation des expériences doivent avoir suivi une formation initiale de niveau master et une formation spécifique en expérimentation animale de 57 heures. Les techniciennes et techniciens n’ont pas d'obligation de formation initiale, mais doivent suivre une formation spécifique en expérimentation animale de 34 heures (pour les personnes chargées de l'entretien des animaux) ou de 45 heures (pour les personnes chargées de l’application des procédures expérimentales). Une fois embauché, le personnel doit suivre une formation continue de 21 heures sur six années glissantes.

### Normes de détention
La réglementation prévoit des normes concernant la taille des « compartiments » (cages, enclos, etc.) des animaux ainsi que les conditions dans lesquels ils peuvent être détenus (isolement ou non, ventilation, humidité, température, etc.). Cependant, des possibilités de dérogation ministérielle sont prévues « pour des raisons scientifiques ou des raisons liées au bien-être des animaux à la santé animale » et des marges de manœuvres sont laissées aux laboratoires en fonction des objectifs scientifiques. Par exemple, « il y a obligation de détenir les animaux sociaux en groupe, sauf si l'autorisation de projet prévoit le contraire », les animaux doivent pouvoir s'allonger, se retourner ou s'étirer « sauf dispositions contraires tenant à la nature de certaines procédures », un chien « peut être confiné dans la moitié de l'espace total prévu (2 m² pour un chien de moins de 20 kg, 4 m² pour un chien de plus de 20 kg) » si l'isolement est « indispensable pour des motifs scientifiques ».

### Évaluation éthique
En France, l’évaluation éthique est déléguée aux « comités d’éthique en expérimentation animale » (CEEA), créés par les laboratoires et composés au moins de quatre compétences liées à l’expérimentation animale (dans les domaines de la conception de projets ou de procédures expérimentales sur les animaux, de la réalisation de procédures expérimentales sur les animaux, de l’entretien et/ou de la mise à mort des animaux, et de la pratique vétérinaire), auxquelles s’ajoute au minimum une « personne non spécialisée dans les questions relatives à l'utilisation des animaux à des fins scientifiques ». Pour Cash, Marty et Obriet, cette composition ne répond pas à la prescription du Code rural et de la pêche maritime, qui indique que chaque CEEA devrait justifier de la « compétence pluridisciplinaire » de ses membres, alors qu'en l'état, « seules deux disciplines sont représentées : la recherche expérimentale et la science vétérinaire (3/5 pour l'une et 1/5 pour l'autre) ».
Ces comités doivent évaluer les projets soumis par les établissements en ce qui concerne notamment le respect des 3R et le classement des degrés de gravité des procédures. Cependant, « la réglementation privilégie toujours l'objectif scientifique par rapport aux souffrances infligées aux animaux, fussent-elles extrêmement sévères » – l'application de la règle des 3R fait donc l'objet d'une « très grande liberté d'appréciation » tant que les équipes de recherche apportent une justification scientifique de leurs choix.
Les CEEA sont censés être agréés par le ministère de la Recherche. Cependant, d’après Pauline Türk, professeure de droit public, « tant les exigences issues des textes européens que les garanties prévues par les textes français venus les mettre en œuvre ne semblent pas pleinement respectées au regard des procédures appliquées par les administrations compétentes ». En effet, jusqu’en 2022, les CEEA ont fonctionné sans personnalité juridique ni agrément, ce qui empêchait de garantir la conformité de leur fonctionnement avec la réglementation. Début 2024, le tribunal administratif de Paris a annulé l'autorisation de dix projets impliquant au total 342 780 animaux, les comités ayant évalué les projets n'étant pas agréés à la date d'évaluation des projets. Pour Le Monde, cela implique que les milliers de projets autorisés en France entre 2013 et 2022 l'ont été « en dehors du cadre réglementaire ».
Alors que la réglementation le prévoit, aucun audit indépendant n'a été réalisé du fonctionnement des CEEA. Seul un bilan national d'activité a été produit par le Comité national de réflexion éthique sur l’expérimentation animale (CNREEA) en 2022 à propos de l'année 2021. Y sont relevés notamment un manque d’indépendance fréquent du fait que les comités sont rattachés aux établissements qui demandent les évaluations (et même parfois à un seul établissement – ce qui était déjà craint par Jean-Pierre Marguénaud en 2010) ainsi qu'un déséquilibre dans les compétences (en particulier du fait de la large surreprésentation des concepteurs de projet et de la difficulté rapportée à recruter des personnes « non spécialisées »).
En 2022, l’Observatoire de l’éthique publique a également dénoncé le manque de transparence des comités d’éthique et du ministère de la Recherche malgré les avis répétés de la Commission d’accès aux documents administratifs,.

### Réalisation des procédures et mise à mort des animaux
La réglementation prévoit que les procédures expérimentales soient réalisées dans des établissements agréés et soumis à des contrôles, en excluant toute pratique impliquant « une douleur, une souffrance ou une angoisse intenses susceptibles de se prolonger sans qu'il soit possible de les soulager » ainsi que la réalisation d'expériences sans moyen d'anesthésie et d'analgésie. Cependant, des dérogations sont admises pour l'absence d'anesthésie et d'analgésie « pour les procédures expérimentales incompatibles avec l'emploi d'anesthésiques ou d'analgésiques, sur justification scientifique » et le soulagement de la douleur n'est obligatoire que « pour autant que cela soit compatible avec la finalité de la procédure expérimentale ».
Les points limites (qui correspondent aux seuils de souffrance à ne pas dépasser dans le cadre d'une expérience) sont obligatoires, mais Cash, Marty et Obriet déplorent le fait « que la rédaction du texte offre des possibilités de contourner l'application stricte des points limites » par l'utilisation répétée de formules vagues (« dans la mesure du possible », « aussi précoce que possible », « le plus possible », « autant que possible »).
La réglementation recense une liste de méthodes de mise à mort autorisées (gazage, décapitation, surdose d'anesthésique, fusil, etc.), à laquelle il est également possible de déroger sur accord ministériel. D'après Challon et Dudoignon, cette dérogation aurait été utilisée « une petite dizaine » de fois entre 2013 et 2021, notamment pour « des méthodes qui doivent se répéter sur un grand nombre d'animaux ».
S'ils ne sont pas tués dans le cadre d'un projet et si les procédures qu'ils ont enduré n'étaient pas de degré « sévère » (le plus haut degré de souffrances désigné par la réglementation), les animaux peuvent être réutilisés dans un nouveau projet qui n'atteint pas le degré sévère, sur avis vétérinaire. Cependant, « un même animal peut être utilisé dans de multiples procédures ou étapes impliquant des souffrances sévères au sein d'un même projet (par exemple l'exposition à divers facteurs de stress et de douleur dans le but de rendre un animal dépressif), à condition que ces utilisations servent un but unique qui ne permettrait pas d'utiliser un autre animal ». De plus, sur dérogation, il est possible de réutiliser un animal qui « n'ait pas été utilisé plus d'une fois dans une procédure expérimentale entrainant une douleur intense, de l'angoisse ou une souffrance équivalente ».

### Système d'inspection
La réglementation prévoit l'inspection d'un tiers des établissements d'expérimentation animale chaque année, dont l'inspection annuelle de chaque établissement utilisant des chiens, des chats ou des primates. Le but des inspections est de vérifier l'éligibilité d'un établissement à l'agrément, de contrôler son respect de la réglementation ou de vérifier l'application de corrections demandées lors d'une inspection précédente. Sur plus de 600 établissements agréés en France, un peu moins de 300 ont été inspectés chaque année entre 2019 et 2021. Parmi les inspections menées entre 2013 et 2021, entre 5 % et 26 % ont été « inopinées » (c'est-à-dire non annoncées ou annoncées seulement la veille), un taux très inférieur à la moyenne européenne de 40 % sur la période 2013-2017,.
Un ensemble d'avis de la Commission d'accès aux documents administratifs rendus le 29 octobre 2020, suivis de jugements des tribunaux administratifs de tout le pays, a confirmé que les rapports d'inspection sont des documents communicables au public sur demande aux DDPP ou au ministère de l'Agriculture, sous réserve qu'y soient occultés les éléments d'identification des personnes physiques.

### Sanctions applicables
Les sanctions prévues doivent, d'après la directive européenne, être « effectives, proportionnées et dissuasives ». Les sanctions applicables en France sont énoncées dans le Code rural et de la pêche maritime (il s'agit de contraventions de troisième ou quatrième classe, correspondant à des amendes d'un montant maximum de 750 €) et dans le Code pénal (qui prévoit l'application « des peines prévues pour sanctionner les actes de cruauté et les sévices graves envers les animaux, pouvant s'élever à des dizaines de milliers d'euros d'amende, assorties de peines de prison », en cas de non-respect de la réglementation. Cependant, « les informations sur les suites pénales données aux non-conformités constatées lors des inspections ne sont pas communicables au public » avant un délai de 75 ans prévu par le Code du patrimoine.
D'après les informations fournies par la France à la Commission européenne en 2020, parmi 1387 inspections menées de 2013 à 2017 dans les laboratoires d'expérimentation animale, 78 mises en demeure ont été adressées à des laboratoires, mais seuls deux dossiers ont été transmis au procureur de la République pour la demande de sanctions pénales. L'une de ces sanctions concernait, d'après un représentant du ministère de l'Agriculture, « un personnel, depuis longtemps en poste, qui réalisait des procédures expérimentales chirurgicales sans avoir suivi de formation réglementaire ». La personne concernée a reçu une amende forfaitaire de 6000 € et le responsable de l'établissement a reçu une amende de 750 €.

### Mesures spécifiques aux laboratoires de l'armée
Contrairement à tous les autres laboratoires, le ministère des Armées, « seul destinataire des déclarations et informations concernant les établissements relevant de sa tutelle », gère lui-même les demandes d'agrément de ses laboratoires, les demandes d'autorisations de projets (pour lesquels ses laboratoires peuvent bénéficier d'un deuxième avis si l'avis du comité d'éthique ne leur convient pas), les dérogations à la réglementation ainsi que les inspections. De plus, les données statistiques d'utilisation d'animaux par ses laboratoires ne sont pas décomptées dans les statistiques annuelles du ministère de la Recherche et ne sont pas publiées.

### Méthodes alternatives
La directive européenne prévoyant la fin de l'expérimentation animale comme objectif final, son article 47 indique que les États membres doivent contribuer à développer des alternatives (en) à l'expérimentation animale, à les « valider » (dans le cas de méthodes applicables aux tests réglementaires de toxicologie) et à les promouvoir. Pourtant, « si l'application de la règle des 3 R est bien exigée par la réglementation lors de l'évaluation des projets par les comités d'éthique en expérimentation animale, en revanche on ne trouve pas de trace dans la réglementation nationale d'une incitation à "la mise au point et la validation" d'approches alternatives ».

## Législation applicable
L'article L. 214-3 du Code rural et de la pêche maritime (CRPM) précise que « les expériences biologiques médicales et scientifiques [...] doivent être limitées aux cas de stricte nécessité ». Cependant, « la notion de "stricte nécessité" n'est nulle part définie et, même si elle semble limiter a priori le champ de l'utilisation des animaux à des fins scientifiques, faute de définition, elle laisse la possibilité aux équipes de recherche d'interpréter à leur convenance cette notion ».